# باب گلسی
باب گلسی (انگلیسی: Bob Glassey; ۱۳ اوت ۱۹۱۴ – ۱۹۸۴ (۶۹−۷۰ سال)) بازیکن فوتبال اهل بریتانیا بود.
از باشگاه‌هایی که در آن بازی کرده‌است می‌توان به باشگاه فوتبال استوک سیتی، باشگاه فوتبال منزفیلد تاون، و باشگاه فوتبال لیورپول اشاره کرد.